# Joaquín (futbolista)
Joaquín Sánchez Rodríguez (El Puerto de Santa María, Cádiz, 21 de julio de 1981), conocido simplemente como Joaquín, es un exfutbolista español. Su último equipo y en el que permaneció catorce temporadas fue el Real Betis Balompié, dónde es el jugador con más partidos disputados en la historia del club.
Protagonizó una larga carrera deportiva, jugó también con el Valencia C.F., el Málaga C.F. y la ACF Fiorentina, en Italia. Con sus 622 presencias es el jugador con más partidos disputados en la historia de la Primera División de España, récord compartido con Andoni Zubizarreta. y es igualmente el único jugador que ha logrado marcar gol en la liga de fútbol profesional de España en cuatro décadas distintas (90, 00, 10 y 20).
Fue internacional con la selección española en 51 ocasiones y con la que disputó dos copas del mundo y una Eurocopa. Tras su retirada como jugador, ha seguido vinculado al Real Betis como representante institucional y como asesor de la dirección deportiva del club.
En febrero de 2020 recibió el nombramiento de Hijo Predilecto de Andalucía.
Después de una exitosa presencia en espacios televisivos y redes sociales, se estrenó como presentador de televisión en 2022, en horario estelar, con El novato, un programa de entrevistas a personajes populares que tuvo una amplia audiencia. En enero de 2025, estrenó en Antena 3 El capitán en América, un "road trip" del exfutbolista con su familia en horario de máxima audiencia.

## Trayectoria

### Real Betis Balompié
Joaquín nació en El Puerto de Santa María, provincia de Cádiz, donde se inició como futbolista en el C. D. Los Frailes, y posteriormente pasó al C. D. San Luis. En 1997 entró en la cantera del Real Betis Balompié. En la categoría juvenil, ganó con el Betis la Copa del Rey (1999) y una Supercopa, en un equipo en el que figuraban, entre otros, Dani, Arzu y Toni Doblas. En la temporada 1999-2000 jugó en el Betis B, con el que disputó 26 partidos de la Segunda División B.
Para la temporada 2000-01 fue ascendido al primer equipo y el 20 de agosto de 2000, con 19 años, jugó su primer partido, frente al Recreativo de Huelva, en el Trofeo Colombino. Su debut oficial en la Segunda División se produjo en el estadio multiusos San Lázaro el 3 de septiembre de 2000, frente al Compostela. En los siguientes cinco años, Joaquín lo jugó prácticamente todo con el Real Betis Balompié y sumó más de 200 partidos oficiales con el club, asistiendo y anotando por igual (50 pases decisivos en los partidos de liga). Su fama hizo que se interesara el Chelsea FC por su traspaso. En la temporada 2004-05, jugó todos los partidos de Liga y marcó cinco goles y otros tres goles más en la Copa del Rey que ganó el equipo bético. En la final jugada en el Vicente Calderón el 11 de junio de 2005 contra el Club Atlético Osasuna, disputó los 90 minutos y la prórroga.
En la siguiente temporada, en la Liga de Campeones de la UEFA, disputó los seis partidos de la fase de grupos, incluyendo el triunfo 1-0 contra el Chelsea y un empate 0-0 contra el Liverpool en Anfield (El equipo bético terminó la liguilla en tercer lugar).
A finales del verano de 2006, el club andaluz y el Valencia C. F. habían llegado a un principio de acuerdo para traspasar al jugador al club ché. Un día antes del primer partido de Liga, que iba a enfrentar precisamente a los dos clubes implicados, el entonces máximo accionista del club bético, Manuel Ruiz de Lopera se negó al traspaso, obligando incluso a Joaquín a marchar cedido al Albacete Balompié. Al final dicho intento de cesión se canceló, aunque Joaquín llegó a viajar a las instalaciones del Albacete Balompié, fotografiándose con operarios del club manchego. Finalmente, Joaquín acabó fichando por el Valencia por unos 25 millones de euros que supuso en ese momento el traspaso más elevado realizado por el club andaluz.

### Valencia C. F.
Con los 25 millones pagados por su traspaso, Joaquín se convirtió en ese momento en el fichaje más caro de la historia del Valencia C. F. Fue presentado el 28 de agosto ante más de 18.500 aficionados valencianistas que le esperaban a su llegada en el Estadio de Mestalla. En el acto, Joaquín reprochó tímidamente el comportamiento autoritario de Manuel Ruiz de Lopera  y agradeció a los dirigentes del Valencia el esfuerzo y el interés que mostraron por su contratación. En su primera temporada, jugó 35 partidos y anotó cinco goles, el Valencia quedó en cuarta posición en la Liga y se clasificó para la Liga de Campeones de la UEFA. Su segunda temporada en el club ché fue la mejor respecto a números y títulos, registrando 7 goles y 8 asistencias además de proclamarse campeón de Copa del Rey a pesar de una mala temporada en el campeonato liguero donde el Valencia se clasificó décimo. A pesar de la crisis e inestabilidad en el club que asumía una fuerte deuda donde empezó a vender sus mejores activos, Joaquín fue clave en el conjunto valencianista en su paso por el club. En la temporada 2008/09 el club seguiría en una crisis de resultados quedando sexto en Liga.
En la temporada 2009/10, Joaquín comenzó a tener una dura competencia por la titularidad con el joven Pablo Hernández. En el transcurso de la campaña se repartieron los minutos entre ellos. El Valencia volvería a clasificarse para la Champions quedando tercero en el campeonato de Liga.
Con la salida de David Villa al F. C. Barcelona, a Joaquín se le dio el dorsal número 7 en la temporada 2010-11. Lideró la tabla de goleadores del conjunto ché tras la primera vuelta. Al final de la campaña el Valencia volvió a ser tercero en Liga y caería en octavos de final en la Champions League ante el FC Schalke 04. 
El club sumido en una gran crisis económica empezó a vender a sus mejores jugadores, entre ellos Joaquín al que le restaba un año de contrato y por el cual el conjunto valencianista ingresó 4'5 millones de euros y ahorraba su ficha de 3 millones netos al año.

### Málaga C. F.

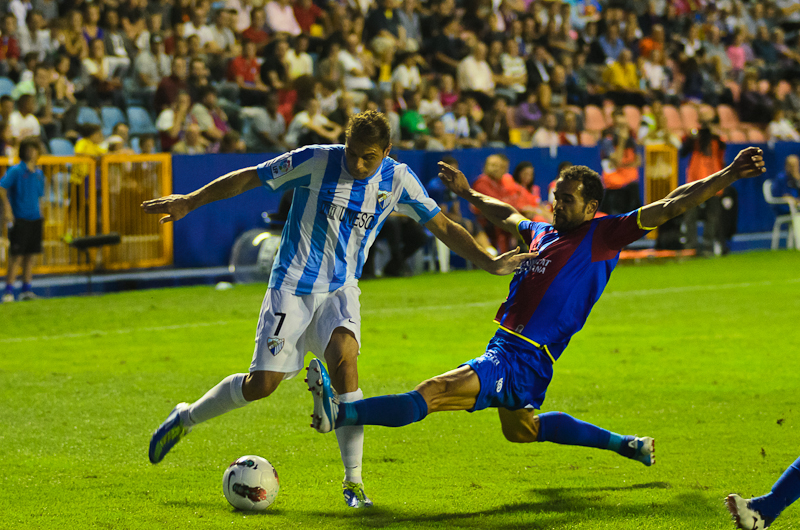
Joaquín en el partido Málaga-Levante (16/10/2011).

Joaquín pasó al Málaga C.F. donde permaneció dos temporadas en los que jugó 60 partidos oficiales. Firmó con el Málaga C. F. un contrato por 3 temporadas el 24 de julio de 2011. Su fichaje se cerró por una cantidad cercana a 4 millones de euros, en un momento en el que el equipo de la costa del sol, auspiciado por el jeque Abdullah ben Nasser Al Thani, realizaba una gran inversión deportiva.
Joaquín completó una excelente primera temporada, en la que el Málaga se clasificó en cuarta posición de la liga y obtuvo el pase a la Liga de Campeones de la UEFA por primera vez en su historia.
En su segunda temporada, mostró unas brillantes actuaciones en Primera División donde quedaron sextos, en Copa del Rey donde fueron eliminados en cuartos de final frente al Fútbol Club Barcelona. En la Liga de Campeones demostraron a Europa el nivel del "EuroMálaga" con Joaquín como uno de los baluartes del equipo que logró vencer a rivales como el AC Milan y FC Oporto. El Málaga alcanzó los cuartos de final cayendo en un polémico partido frente al Borussia Dortmund. Este nivel mostrado provocó que los medios de comunicación hablaran de una segunda juventud de Joaquín y pidieran su regreso a la selección.
El Málaga desmantelaría su proyecto debido a la alta deuda que afrontaba el club y vendería a Joaquín por 2 millones de euros a la ACF Fiorentina.

### ACF Fiorentina
El 12 de junio de 2013 se anunció su pase al ACF Fiorentina de la Serie A Italiana por 2 millones de euros. En este equipo permaneció 2 años en los cuales logró llegar a semifinales de la Liga Europa de la UEFA y en los que disputó 71 partidos oficiales. En la 2013/14 la Fiore clasificó cuarto en Liga, cayó en octavos de final en la Europa League y quedó subcampeón de la Copa Italia 2013-14 cayendo ante el SSC Napoles. En la temporada 2014/15 la Fiorentina volvería a quedar cuarto en liga y caería en semifinales en la Coppa Italia al igual que en Europa League donde sería eliminado en semifinales por el Sevilla Fútbol Club.

### Retorno al Real Betis Balompié

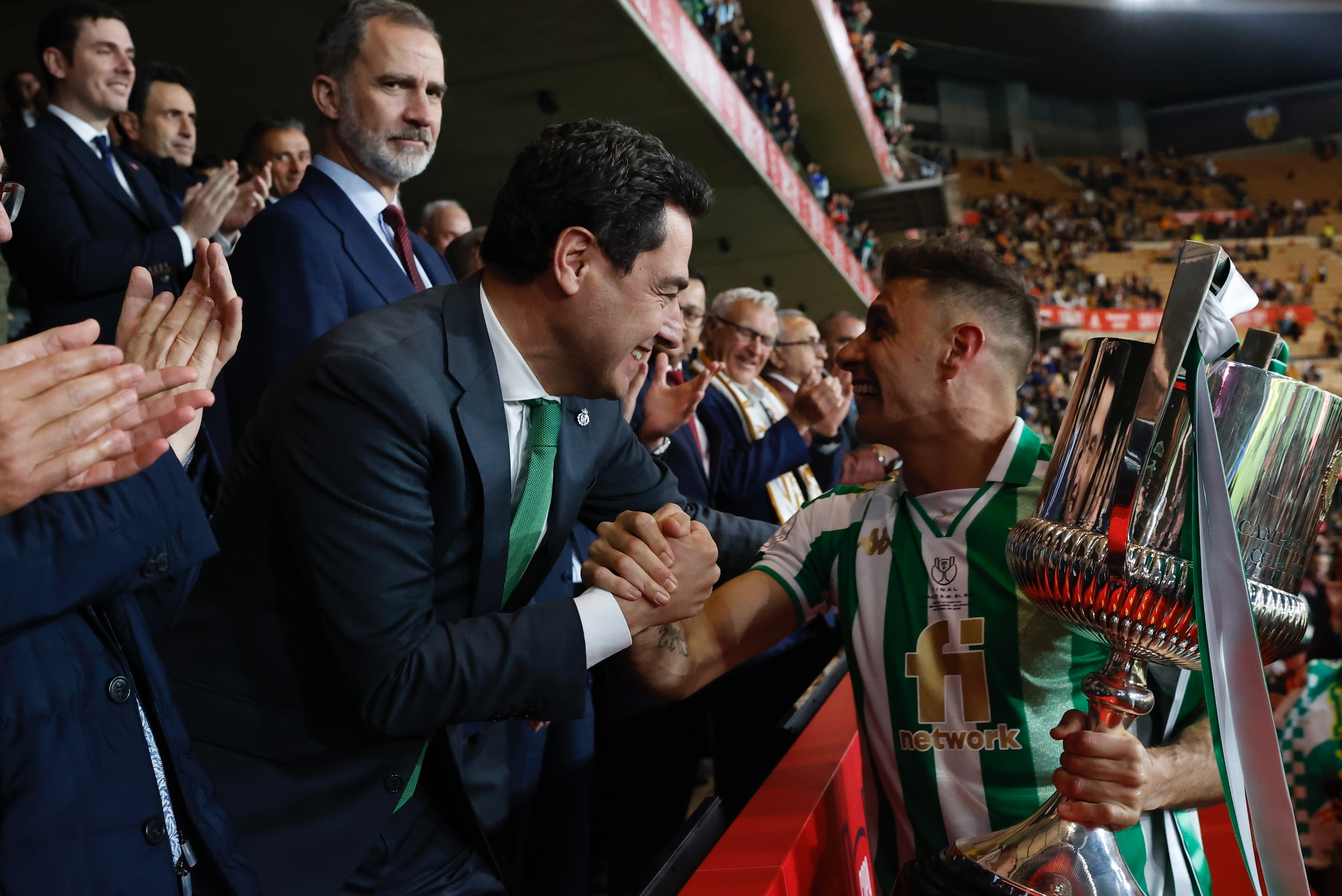
Joaquín después de recibir el trofeo de campeón de la Copa del Rey en 2022 con el Real Betis Balompié.

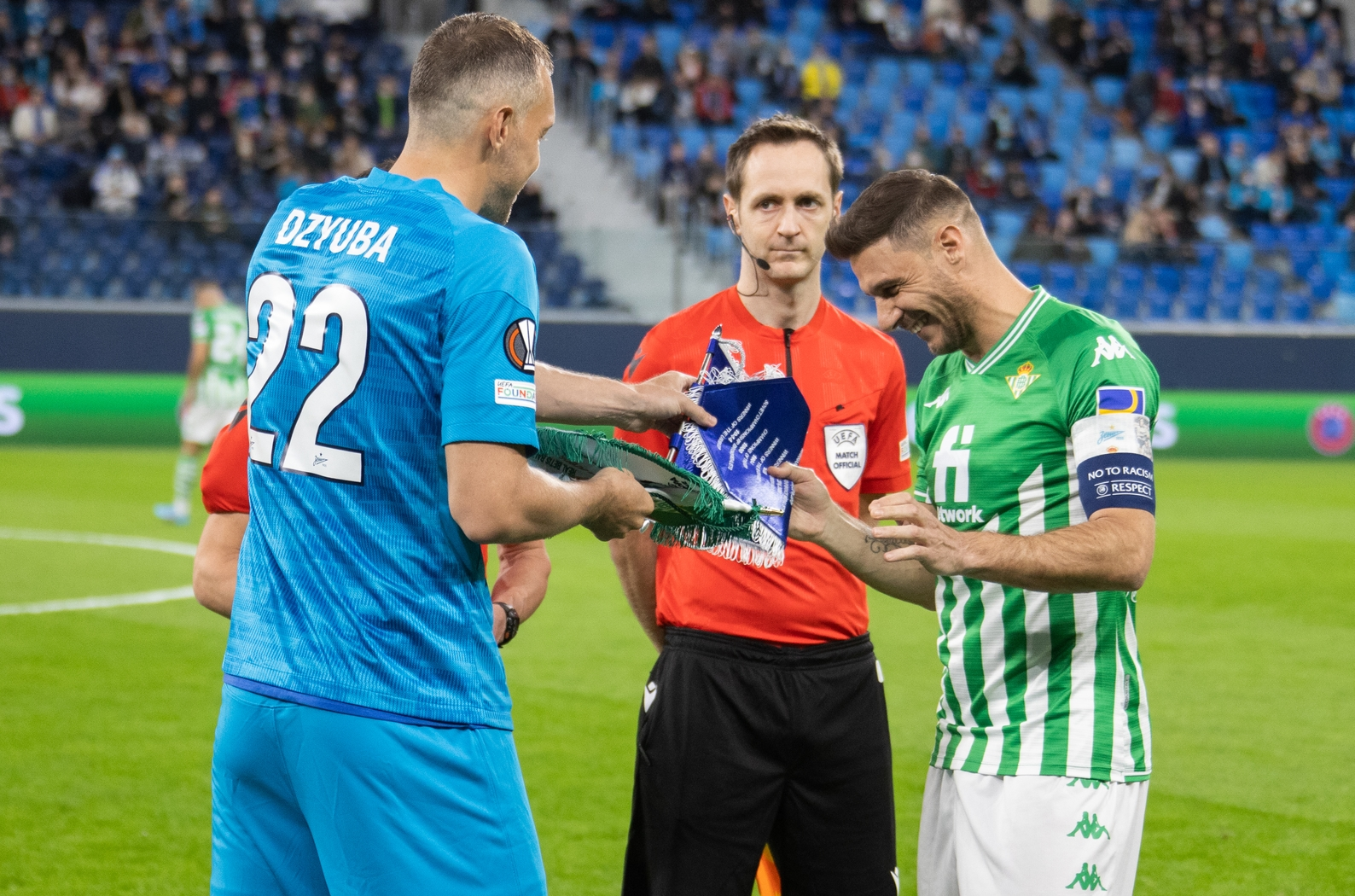
Joaquín en el partido de la UEFA Europa Ligue disputado el 17 de febrero de 2022 contra el Zenith de San Petersburgo.

El 31 de agosto de 2015, poco antes de que se cerrara el mercado de fichajes, se anunció el retorno de Joaquín al Real Betis Balompié.
En su presentación con el equipo congregó a más de 20 000 personas en el estadio Benito Villamarín para vivir la vuelta del ídolo de la afición. En esta segunda época en el Betis, tuvo un buen rendimiento deportivo, especialmente en la temporada 2017-18, en la que se mantuvo como titular en las alineaciones y como capitán del equipo. En diciembre de 2017, prolongó su vinculación con el club hasta 2020. En ese mismo mes, jugó contra el Málaga C. F. el partido número 469 de su carrera en la Liga, lo que lo convirtió en el jugador con más partidos de este campeonato en el siglo XXI. También reforzó su vinculación con el Real Betis con la inversión de 1 100 000 euros en la compra de acciones del club, que lo llevaron a ser el cuarto máximo accionista de la entidad.
Su prolongada carrera en el fútbol le ha llevado a protagonizar diversas estadísticas. En el partido contra la SD Huesca de la trigésimo séptima jornada de liga de la temporada 2018-19 consiguió su gol número 100 en su trayectoria profesional. En noviembre de 2019 alcanzó el récord histórico de victorias en la Liga, sin haber jugado nunca en ninguno de los tres grandes, Real Madrid, FC Barcelona o Atlético y un mes después en el jugador con más derrotas en la historia de esta competición. En diciembre de ese mismo año marcó tres goles en un partido contra el Athletic y se convirtió igualmente en el jugador más veterano en conseguir un triplete de la competición española, récord superado posteriormente por Jorge Molina.
Igualmente, con sus 622 partidos, es junto con Andoni Zubizarreta, el jugador con más partidos disputados en la historia de la Primera División española.
El 26 de diciembre de 2019 amplió su contrato con los béticos un año más, hasta alcanzar 2021. Es en 2021 cuando vuelve a firmar por un año más.
El 11 de mayo de 2021 se convirtió en el jugador del Betis con más partidos vistiendo la elástica del club, superando a Esnaola, con 461.

#### 2021-2023
En esta temporada aunque se hizo algo menos asiduo en las alineaciones titulares, disputó 36 partidos y marcó 2 goles entre todas las competiciones. Como capitán levantó el trofeo de campeón de la Copa del Rey, en la final que disputó contra uno de sus exequipos, el Valencia C.F. y en la que consiguió uno de los penales de la tanda final que dio el triunfo al equipo bético.
En la Europa League 2022-23 se convierte en el jugador más veterano en jugar un partido de la competición y también en el de mayor edad en marcar un gol.
Para despedirlo debido a su retirada, el Real Betis organizó un partido homenaje en el que se enfrentaron un equipo de futbolistas históricos del conjunto bético contra un equipo de leyendas mundiales.

## Selección nacional
Ha sido internacional con la selección española en 51 ocasiones. Su debut como internacional se produjo el 13 de febrero de 2002 en el partido España 1-1 Portugal. De forma brillante para el Betis lo vio llegar convocado para la Copa Mundial 2002 de Corea y Japón.
En su segundo partido de ese mundial, en los cuartos de final contra Corea del Sur, se vio involucrado en dos decisiones discutibles, incluyendo un incidente en el que el juez de línea levantó la bandera para un saque de meta como Joaquín estaba cruzando una pelota a Fernando Morientes, que se le negó un gol de oro.
El argumento era que la pelota había cruzado la línea, sin embargo, las repeticiones mostraron que no lo hizo. El juego entonces se fue a la tanda de penaltis y Joaquín fue elegido para lanzar el cuarto intento de España, que fue bloqueado por Lee Woon-Jae.
Jugó de nuevo por España en dos de tres partidos (una vez como titular) a través de la prematura salida de la nación en la Eurocopa 2004, además de ser seleccionado para la Copa del Mundo de 2006 (que ascendieron a cinco partidos, pero no de primera elección en ninguna competencia).
Después del partido entre Irlanda del Norte y España en la clasificación para la Eurocopa 2008, el cual supuso la segunda no convocatoria consecutiva de Joaquín y que terminó con el resultado de 3-2, el jugador realizó las siguientes declaraciones: "En este momento, el equipo nacional es un desastre. Es un caos, y Luis no sabe cómo manejar estos difíciles. Sinceramente, creo que nunca he contado con la confianza del seleccionador. Hubo un momento en que sí tuve esa confianza, en el partido que se jugó en el Bernabéu contra Inglaterra. Pero cuando las cosas han ido regular siempre prescindió de mí y no he notado tener esa confianza. Siempre que se ha hablado de limpieza en el equipo yo he sido el primero en caer. Esta no convocatoria me la esperaba." Más tarde comentó: "Lo único que quería decir es que estos no son tiempos claros para la selección nacional después de perder ante Irlanda del Norte, pero no era mi intención atacar al equipo o a Luis Aragonés".
Joaquín volvería a jugar con la selección el 2 de junio de 2007 en una victoria a domicilio contra Letonia. Jugó su último partido internacional el 17 de noviembre de 2007, contra Suecia, en otro encuentro valedero para la Clasificación de la Euro 2008.

### Participaciones en Eurocopas
| Eurocopa      | Sede     | Resultado    |
| ------------- | -------- | ------------ |
| Eurocopa 2004 | Portugal | Primera fase |

### Participaciones en Mundiales
| Mundial                        | Sede                  | Resultado        |
| ------------------------------ | --------------------- | ---------------- |
| Copa Mundial de Fútbol de 2002 | Corea del Sur y Japón | Cuartos de final |
| Copa Mundial de Fútbol de 2006 | Alemania              | Octavos de final |

### Goles como internacional
| #  | Fecha                   | Lugar                                             | Rival      | Gol | Resultado | Competición                 |
| -- | ----------------------- | ------------------------------------------------- | ---------- | --- | --------- | --------------------------- |
| 1. | 4 de febrero de 2003    | Estadio Municipal Reino de León, León, España     | Armenia    | 3–0 | 3–0       | Clasificación Eurocopa 2004 |
| 2. | 6 de septiembre de 2003 | Estadio Dom Afonso Henriques, Guimarães, Portugal | Portugal   | 0–2 | 0–3       | Amistoso                    |
| 3. | 9 de febrero de 2005    | Estadio Mediterráneo, Almería, España             | San Marino | 1–0 | 5–0       | Clasificación Mundial 2006  |
| 4. | 26 de marzo de 2005     | Estadio Helmántico, Salamanca, España             | China      | 3–0 | 3–0       | Amistoso                    |

## Estadísticas

### Clubes
Actualizado a Fin de carrera deportiva.
| Club | Div.          | Temporada     | Liga  | Liga  | Liga   | Copas nacionales(1) | Copas nacionales(1) | Copas nacionales(1) | Copas internacionales(2) | Copas internacionales(2) | Copas internacionales(2) | Total (3) | Total (3) | Total (3) | Media goleadora |
| Club | Div.          | Temporada     | Part. | Goles | Asist. | Part.               | Goles               | Asist.              | Part.                    | Goles                    | Asist.                   | Part.     | Goles     | Asist.    | Media goleadora |
| --- | ------------- | ------------- | ----- | ----- | ------ | ------------------- | ------------------- | ------------------- | ------------------------ | ------------------------ | ------------------------ | --------- | --------- | --------- | --------------- |
| Real Betis Balompié "B" · España | 2.ª B         | 1999-00       | 27    | 2     | ?      | –                   | –                   | –                   | –                        | –                        | –                        | 27        | 2         | 0+        | 0.07            |
| Real Betis Balompié · España | 2.ª           | 2000-01       | 38    | 3     | ?      | 1                   | –                   | –                   | –                        | –                        | –                        | 39        | 3         | 0+        | 0.08            |
| Real Betis Balompié · España | 1.ª           | 2001-02       | 34    | 4     | 9      | 1                   | –                   | –                   | –                        | –                        | –                        | 35        | 4         | 9         | 0.11            |
| Real Betis Balompié · España | 1.ª           | 2002-03       | 37    | 9     | 12     | 3                   | 2                   | 1                   | 5                        | 1                        | –                        | 45        | 12        | 13        | 0.27            |
| Real Betis Balompié · España | 1.ª           | 2003-04       | 36    | 7     | 12     | 3                   | 1                   | –                   | –                        | –                        | –                        | 39        | 8         | 12        | 0.21            |
| Real Betis Balompié · España | 1.ª           | 2004-05       | 38    | 5     | 15     | 9                   | –                   | –                   | –                        | –                        | –                        | 47        | 5         | 15        | 0.11            |
| Real Betis Balompié · España | 1.ª           | 2005-06       | 35    | 3     | 6      | 4                   | –                   | –                   | 12                       | –                        | 3                        | 51        | 3         | 9         | 0.06            |
| Valencia C. F. · España | 1.ª           | 2006-07       | 35    | 5     | 3      | 3                   | –                   | –                   | 8                        | –                        | 2                        | 46        | 5         | 5         | 0.11            |
| Valencia C. F. · España | 1.ª           | 2007-08       | 34    | 3     | 4      | 8                   | 4                   | –                   | 7                        | –                        | 4                        | 49        | 7         | 8         | 0.14            |
| Valencia C. F. · España | 1.ª           | 2008-09       | 31    | 4     | 6      | 5                   | 1                   | 2                   | 4                        | 1                        | 1                        | 40        | 6         | 9         | 0.15            |
| Valencia C. F. · España | 1.ª           | 2009-10       | 28    | 2     | 4      | 4                   | 1                   | –                   | 13                       | 4                        | 3                        | 45        | 7         | 7         | 0.16            |
| Valencia C. F. · España | 1.ª           | 2010-11       | 30    | 4     | 7      | 3                   | –                   | 1                   | 5                        | 1                        | 1                        | 38        | 5         | 9         | 0.13            |
| Valencia C. F. · España | Total club    | Total club    | 158   | 18    | 24     | 23                  | 6                   | 3                   | 37                       | 6                        | 11                       | 218       | 30        | 38        | 0.14            |
| Málaga C. F. · España | 1.ª           | 2011-12       | 23    | 2     | 3      | 2                   | –                   | –                   | –                        | –                        | –                        | 25        | 2         | 3         | 0.08            |
| Málaga C. F. · España | 1.ª           | 2012-13       | 34    | 4     | 5      | 1                   | 1                   | 1                   | 10                       | 3                        | 1                        | 45        | 8         | 7         | 0.18            |
| Málaga C. F. · España | Total club    | Total club    | 57    | 6     | 8      | 3                   | 1                   | 1                   | 10                       | 3                        | 1                        | 70        | 10        | 10        | 0.14            |
| A. C. F. Fiorentina · Italia | 1.ª           | 2013-14       | 26    | 2     | 6      | 5                   | 1                   | 1                   | 6                        | 2                        | –                        | 37        | 5         | 7         | 0.14            |
| A. C. F. Fiorentina · Italia | 1.ª           | 2014-15       | 23    | 2     | 3      | 3                   | –                   | 1                   | 8                        | –                        | 1                        | 34        | 2         | 5         | 0.06            |
| A. C. F. Fiorentina · Italia | Total club    | Total club    | 49    | 4     | 9      | 8                   | 1                   | 2                   | 14                       | 2                        | 1                        | 71        | 7         | 12        | 0.10            |
| Real Betis Balompié · España | 1.ª           | 2015-16       | 30    | 1     | 5      | 2                   | –                   | –                   | –                        | –                        | –                        | 32        | 1         | 5         | 0.03            |
| Real Betis Balompié · España | 1.ª           | 2016-17       | 28    | 3     | 4      | 1                   | –                   | –                   | –                        | –                        | –                        | 29        | 3         | 4         | 0.10            |
| Real Betis Balompié · España | 1.ª           | 2017-18       | 35    | 4     | 7      | 1                   | –                   | –                   | –                        | –                        | –                        | 36        | 4         | 7         | 0.11            |
| Real Betis Balompié · España | 1.ª           | 2018-19       | 30    | 6     | –      | 7                   | 1                   | –                   | 6                        | –                        | –                        | 43        | 7         | 0         | 0.16            |
| Real Betis Balompié · España | 1.ª           | 2019-20       | 34    | 8     | 2      | 2                   | 2                   | –                   | –                        | –                        | –                        | 36        | 10        | 2         | 0.28            |
| Real Betis Balompié · España | 1.ª           | 2020-21       | 27    | 2     | 2      | 3                   | –                   | –                   | –                        | –                        | –                        | 30        | 2         | 2         | 0.07            |
| Real Betis Balompié · España | 1.ª           | 2021-22       | 21    | –     | 1      | 5                   | 2                   | 2                   | 10                       | –                        | 1                        | 36        | 2         | 4         | 0.06            |
| Real Betis Balompié · España | 1.ª           | 2022-23       | 22    | –     | 2      | 1                   | –                   | –                   | 7                        | 1                        | –                        | 30        | 1         | 2         | 0.03            |
| Real Betis Balompié · España | Total club    | Total club    | 445   | 55    | 77     | 43                  | 8                   | 3                   | 40                       | 2                        | 4                        | 528       | 65        | 84        | 0.12            |
| Total carrera | Total carrera | Total carrera | 736   | 85    | 118    | 77                  | 16                  | 9                   | 101                      | 13                       | 17                       | 914       | 114       | 144       | 0.12            |
| (1) Incluye datos de Copa del Rey (2000-2023), Supercopa de España (2005-06 y 2008-09)/ Coppa Italia (2013-15). (2) Incluye datos de Liga Europa (2002-19); Liga de Campeones (2005-13). |               |               |       |       |        |                     |                     |                     |                          |                          |                          |           |           |           |                 |

### Hat-tricks
Actualizado a Fin de carrera deportiva.
| Partidos en los que anotó tres o más goles | Partidos en los que anotó tres o más goles | Partidos en los que anotó tres o más goles | Partidos en los que anotó tres o más goles | Partidos en los que anotó tres o más goles | Partidos en los que anotó tres o más goles | Partidos en los que anotó tres o más goles | Partidos en los que anotó tres o más goles |
| N.º                                        | Fecha                                      | Estadio                                    | Partido                                    | Partido                                    | Partido                                    | Goles                                      | Competición                                |
| ------------------------------------------ | ------------------------------------------ | ------------------------------------------ | ------------------------------------------ | ------------------------------------------ | ------------------------------------------ | ------------------------------------------ | ------------------------------------------ |
| 1                                          | 8 de diciembre de 2019                     | Benito Villamarín, Sevilla                 | Real Betis                                 | 3 - 2                                      | Athletic Club                              | Gol · Gol · Gol                            | Liga 2019-20                               |

## Palmarés

### Torneos nacionales
| Título       | Club                | País   | Año     |
| ------------ | ------------------- | ------ | ------- |
| Copa del Rey | Real Betis Balompié | España | 2004-05 |
| Copa del Rey | Valencia C. F.      | España | 2007-08 |
| Copa del Rey | Real Betis Balompié | España | 2021-22 |

### Distinciones individuales
| Distinción                            | Año  |
| ------------------------------------- | ---- |
| Premio Don Balón "Jugador Revelación" | 2002 |
| Premio Andalucía del Deporte          | 2024 |

## Medios de comunicación

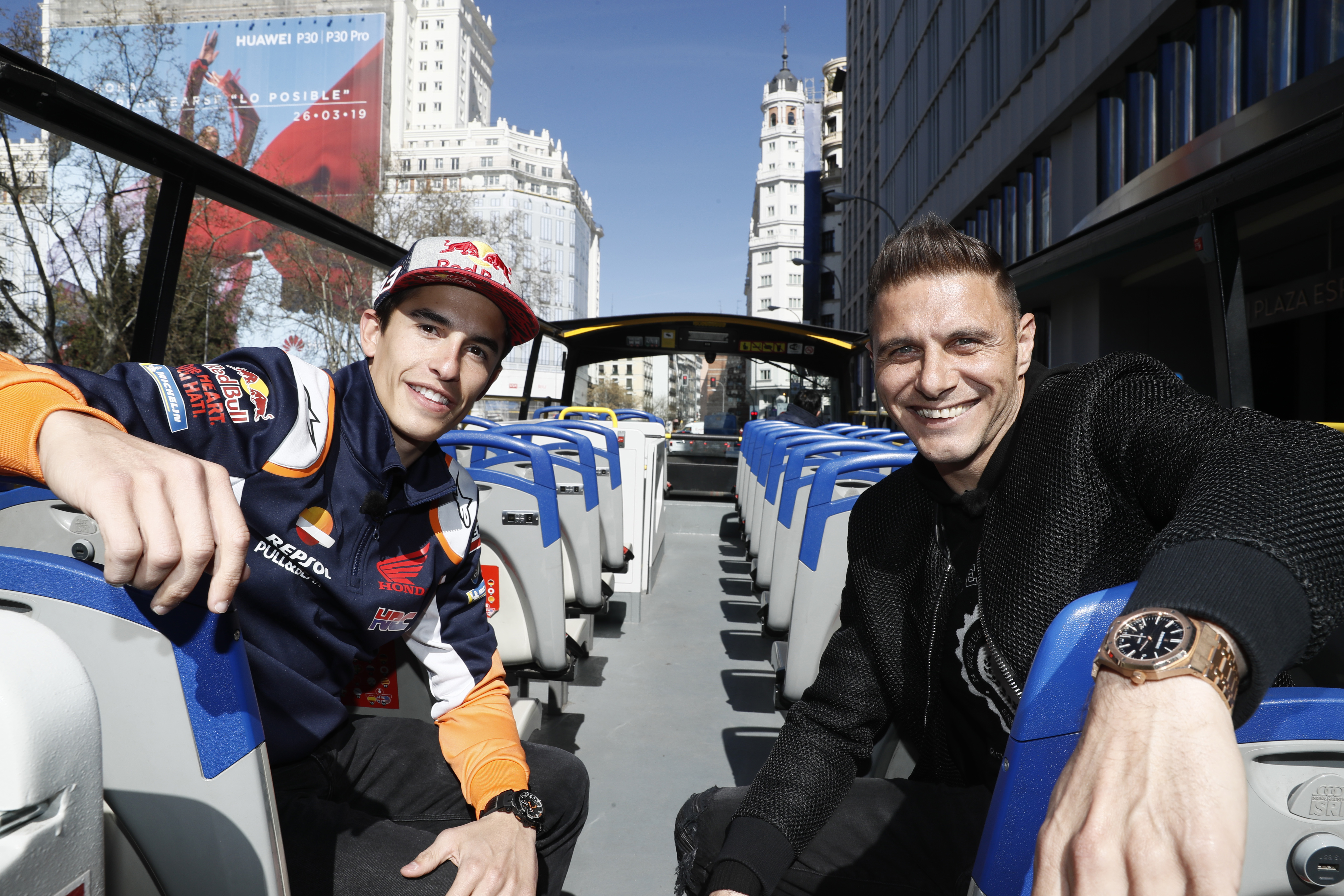
Joaquín, habitual de los medios de comunicación, entrevista al campeón de GP Marc Márquez en un autobús turístico.

En octubre de 2022, se estrenó como presentador de televisión, en horario estelar, con El novato, con entrevistas a personajes populares que tuvo una amplia audiencia. Desde entonces, ha encadenado diversos programas que lo han convertido en un habitual de la cadena Antena 3. 

### Televisión

#### Series
| Año  | Título | Cadena    | Personaje | Episodios  |
| ---- | ------ | --------- | --------- | ---------- |
| 2012 | Aída   | Telecinco | Él mismo  | 1 episodio |

#### Programas de televisión
| Año                            | Programa                       | Canal     | Notas                                |
| ------------------------------ | ------------------------------ | --------- | ------------------------------------ |
| 2009                           | El hormiguero                  | Cuatro    | Invitado                             |
| 2015 – 2016; 2018; 2021 – 2023 | El hormiguero                  | Antena 3  | Invitado                             |
| 2017 – 2018                    | Mi casa es la tuya             | Telecinco | Invitado                             |
| 2018                           | Mi casa es la vuestra          | Telecinco | Invitado                             |
| 2022                           | La Voz                         | Antena 3  | Invitado                             |
| 2022 – 2023                    | Joaquín, el novato             | Antena 3  | Presentador                          |
| 2023                           | Joaquín: La penúltima y me voy | Antena 3  | Presentador                          |
| 2024                           | Emparejados                    | Antena 3  | Presentador, junto a Susana Saborido |
| 2025                           | El capitán en América          | Antena 3  | Protagonista                         |
| 2026                           | El capitán en Japón            | Antena 3  | Protagonista                         |

### Cine
| Año  | Programa         | Personaje | Director/a    |
| ---- | ---------------- | --------- | ------------- |
| 2022 | Héroes de barrio | Él mismo  | Ángeles Reiné |